# Alžirska vaterpolska reprezentacija
Alžirska vaterpolska reprezentacija predstavlja državu Alžir u športu vaterpolu. Nastupala je u kvalifikacijama za SL 2008., 2009. i 2010.

## Kvalifikacije za SL

### 2008.
- Egipat - Alžir 16:6
- Alžir - Maroko 10:8 (poslije peteraca)
- Alžir - Tunis 15:2

### 2009.
- Alžir - Libija 26:1
- Alžir - JAR 6:25
- Maroko - Alžir 6:8
- Maroko - Alžir 5:6
- JAR - Alžir 34:2
- Alžir - Libija 14:1

### 2010.
- Alžir - Tunis 4:25
- Maroko - Alžir 14:15
- JAR - Alžir 17:5
- Tunis - Alžir 15:7
- Alžir - Maroko 16:6

## Razvojni trofej FINA-e
- 2007.: 9. mjesto
- 2009.: 6. mjesto
- 2011.: 11. mjesto